# محمد نضالي
محمد نضالي (بالفرنسية: Mohamed Nedali) هو كاتب مغربي ولد بتحناوت قرب مدينة مراكش سنة 1962 وهو أيضا أستاذ للغة الفرنسية وقد بدأ مشواره ككاتب سنة 2003.

## السيرة الذاتية
ولد وترعرع الكاتب محمد نضالي في حي أمازيغي فقير بمنطقة تحناوت وقد استطاع استكمال دراسته رغم العجز المادي لأسرته وبعد حصوله على البكالوريا في مراكش انتقل إلى فرنسا لمتابعة تدريباته (حاز على ليسانس في الآداب الفرنسي المعاصر سنة 1991 وكذلك شهادة الدورة الخاصة في كلية الآداب من جامعة نانسي الثاني). بعدها التحق بمركز تكوين الأساتذة ليتخرج كأستاذ للفرنسية لسلك الثاني منذ عام 1985. وقد برع في كتابة قصص ومقالات أدبية فرنسية ومعظم أعماله يغلب عليها طابع الواقع وحققت نسب عالية من المبيعات على المستوى الوطني وتم عرضها في العديد من المعارض الشهيرة ويتم ترجمة بعض مؤلفاته حاليا إلى اللغتين الإنجليزية والإسبانية وفي سنة 2014 تم تكريمه بجائزة المامونية بمراكش وجائزة الرواية العددية بإسبانيا في 2009 لكتاباته المتميزة.

## مؤلفاته
ألف الكاتب محمد نضالي 6 روايات باللغة الفرنسية كلها صدرت عن دار لوفينيك بالدار البيضاء وهي :
- 2003 : قطع مختارة (Morceaux de choix) حصل بفضلها على جائزة الأطلس الكبير سنة 2005 من السفارة الفرنسية وجائزة طلاب الثانوية خلال نفس السنة.
- 2004 : الفضل يعود لجون فونتين (Grâce à Jean de La Fontaine).
- 2008 : سعادة الطيور (Le bonheur des moineaux).
- 2010 : بيت سيسين (La maison de Cicine).
- 2012 : شباب حزين (Triste jeunesse) حصل بفضلها على جائزة المامونية بمراكش عام 2014.
- 2014 : حديقة الدموع (Le jardin des pleurs).[4]

## وصلات خارجية
- محمد نضالي على بابليو
- محمد نضالي نسخة محفوظة 9 أكتوبر 2016 على موقع واي باك مشين. على موقع فرنسا ثقافة
- قطع مختارة لمحمد نضالي على بيبليوموند نسخة محفوظة 8 يوليو 2018 على موقع واي باك مشين.
- مقابلة مع محمد نضالي، الرابطة الثقافية الفرنكوفونية، المكتبة الفرنكوفونية والثقافات المشتركة.